# Il·lusió de Jastrow

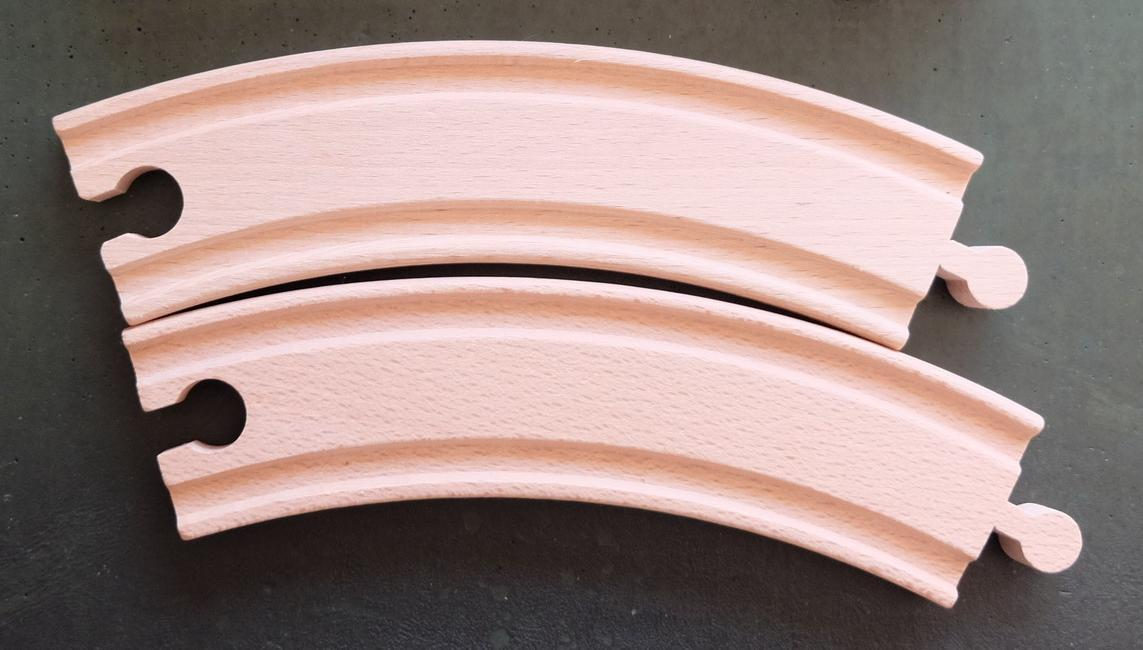
Peces d'un tren de joguina idèntiques, un exemple de la il·lusió de Jastrow

La Il·lusió de Jastrow és una il·lusió òptica descrita pel psicòleg estatunidenc Joseph Jastrow el 1892.
A la imatge de sota, les dues figures són idèntiques, a despit que la inferior sembla més llarga. Això passa perquè la banda curta de la figura superior és comparada amb la banda llarga de la figura inferior.
Aquesta il·lusió sovint es fa servir en trucs de màgia, i n'hi ha diferents versions que es venen en botigues de màgia.

Amb els costats arrenglerats, la figura inferior sembla més llarga
Si movem la figura superior cap a la dreta, es veu més clar que són de mida idèntica